# Канделлай
Канделла́й — невеликий острів у Червоному морі, належить Еритреї.

## Географія
Розташований за 500 м від материка, в бухті, зарослій мангровими лісами. Має видовжену форму. Довжина 1,8 км, ширина до 430 м. Острів повністю вкритий мангровими лісами, лише невеликі галявини в центрі на підвищенні вільні від дерев. Зі сходу суходіл облямовують коралові рифи. Острів низинний, може затоплюватись водами при піднятті рівня води, окрім того він збільшив свою площу за останні роки за рахунок відкладень мангрових лісів.